# شبكة عصبية تصادفية
الشبكة العصبية التصادفية (بالإنجليزية: Stochastic neural network)‏ هي نوع من أنواع الشبكات العصبية الاصطناعية المبنية بإعطاء متغيرات عشوائية للشبكة سواءً كان بإعطاء أعصاب الشبكة وظائف تحويل تصادفيةأو بإعطائهم أثقال تصادفية. وهذا ما يجعل منهم أدوات مفيدة لتحسين المشاكل خصوصاً أن التقلبات العشوائية تساعدها على الهروب من الصغرى المحلية.
كمثال لشبكة عصبية تستخدم وظائف التحويل التصادفية هي آله بولتسمان (بالإنجليزية: Boltzmann machine)‏. حيث يقيم كل عصبون بشكل ثنائي وفرصة اطلاقها تعتمد على العصبونات الأخرى في نفس الشبكة.
يتم الاستفادة من من تطبيقات الشبكة العصبية التصادفية في إدارة المخاطر والأورام والمعلومات الحيوية وغيرها من المجالات المماثلة.